# نبرد معبد دومیو
نبرد معبد دومیو (به ژاپنی: 道明寺の戦い Dōmyōji no tatakai) نبردی بود که مابین نیروهای شوگونسالاری توکوگاوا و طرفداران خاندان تویوتومی در سوم ژوئن ۱۶۱۶ در اوساکا رخ داد. این نبرد یکی از جنگ‌های تاریخی بزرگ ژاپن بین نیروهای سامورایی بود.